# Beck-Ola
《Beck-Ola》는 1969년 영국의 기타리스트 제프 벡의 두 번째 스튜디오 음반이다. 이 음반은 빌보드 200에서 15위로 정점을 찍었고, 영국 음반 차트에서 39위로 정점을 찍었다. 이 음반의 타이틀은 록-올라 주크박스라는 회사 이름에 달려 있다.

## 배경 및 내용
그들의 이전 음반 《Truth》가 발매된 후 1968년 말에 드러머 믹키 월러는 토니 뉴먼으로 대체되었는데, 제프 벡은 음악을 더 무거운 방향으로 가져가기를 원했고 그는 월러를 모타운 스타일의 더 뛰어난 드러머로 보았다. 또한 《Truth》에서 연주했던 피아니스트 니키 홉킨스는 스튜디오에서의 그의 작업을 위해 밴드에 풀타임으로 합류하라는 요청을 받았다.
음반 녹음 세션은 1969년 4월 3일, 6일, 8일, 10일, 11일, 19일에 걸쳐 진행되었다. 엘비스 프레슬리의 두 곡의 커버인 〈All Shook Up〉과 〈Jailhouse Rock〉이 선택되었고, 홉킨스이 연주를 맡은 〈Girl From Mill Valley〉도 선정되었다. 나머지 4곡은 밴드 오리지널로 구성되어 있으며, 〈Rice Pudding〉은 음반을 극적으로 차갑게 마감했다. 이 음반 커버에는 벨기에의 초현실주의 예술가 르네 마그리트의 《청취실》이 재현되어 있다. 오리지널 바이닐 커버에는 "Beck-Ola" 옆에 "Our Thing"의 이탈리아어인 "Cosa Nostra"라는 태그가 붙어 있다.
이 음반을 위한 세션이 끝난 후, 제프 벡 그룹은 미국을 순회했다. 그들은 우드스톡 페스티벌을 연주하기로 예정되어 있었고 페스티벌을 홍보하는 포스터에 이름을 올렸지만, 그때까지 내부 마찰이 극에 달했고 로니 우드와 로드 스튜어트 둘 다 밴드를 탈퇴했다. 스튜어트와 우드는 1969년 스몰 페이시스의 멤버들과 함께 페이시스를 결성하였고, 홉킨스는 제퍼슨 에어플레인과 우드스톡을 연주하였고, 퀵실버 메신저 서비스에 가입하였으며, 1971년, 1972년, 1973년 롤링 스톤스와 함께 월드 투어를 하였다. 벡 자신은 자동차 사고로 인해 12월까지는 수수료를 받지 못할 것이다.

## 평가
| 전문가 평가                   | 전문가 평가 |
| 평가 점수                     | 평가 점수   |
| 출처                          | 점수        |
| ----------------------------- | ----------- |
| AllMusic                      | [ 5 ]       |
| Rolling Stone                 | (favorable) |
| The Rolling Stone Album Guide | [ 7 ]       |
| The Village Voice             | C–          |

《빌리지 보이스》의 현대 리뷰에서, 음악 평론가 로버트 크리스트가우가 이 음반에 아무런 감명을 받지 않고 스튜어트와 벡이 홉킨스의 과장된 연주를 장려했다고 직설적으로 말했다. 당시, 벡은 음반 커버에 대해 독창적인 것을 생각해내는 것이 불가능하다고 말했고, 《Beck-Ola》는 실제로 그렇지 않다고 말했다. 비록 30분짜리 짧은 음반이긴 하지만, 전작과 함께 하드 록 접근에 블루스를 사용하고 스튜어트의 보컬에 대한 벡의 기타의 적산으로 인해 헤비 메탈의 주요 작품으로 여겨지고 있으며, 같은 해 벡의 동료 지미 페이지와 그의 가수 로버트 플랜트의 레드 제플린에 의해 복제되었다고 주장하지만, 사실 레드 제플린은 1968년 여름부터 그러한 스타일을 보여주고 있었다.
2006년 10월 10일, 레거시 레코딩스는 4개의 보너스 트랙이 포함된 콤팩트 디스크를 위해 음반을 리마스터링 및 재발매하였다. 엘비스 프레슬리 커버의 초기 2장, 1월에 애비 로드 스튜디오에서 한 장, B.B. 킹의 〈Sweet Little Angel〉의 잼, 그리고 프로듀서 미키 모스트의 싱글로 의도되었지만 발매되지는 않았다.

## 곡 목록
| #  | 제목                      | 작사·작곡                         | 재생 시간 |
| -- | ------------------------- | --------------------------------- | --------- |
| 1. | 〈All Shook Up〉          | 오티스 블랙웰                     | 4:50      |
| 2. | 〈Spanish Boots〉         | 로니 우드, 제프 벡, 로드 스튜어트 | 3:34      |
| 3. | 〈Girl from Mill Valley〉 | 니키 홉킨스                       | 3:45      |
| 4. | 〈Jailhouse Rock〉        | 제리 리버, 마이크 스톨러          | 3:14      |

| #  | 제목                              | 작사·작곡                             | 재생 시간 |
| -- | --------------------------------- | ------------------------------------- | --------- |
| 1. | 〈Plynth (Water Down the Drain)〉 | 홉킨스, 우드, 스튜어트                | 3:05      |
| 2. | 〈The Hangman's Knee〉            | 토니 뉴먼, 벡, 홉킨스, 스튜어트, 우드 | 4:47      |
| 3. | 〈Rice Pudding〉                  | 홉킨스, 우드, 벡, 뉴먼                | 7:22      |